# Gasland
Gasland (2010) es un documental estadounidense escrito y dirigido por Josh Fox. El documental se centra en comunidades de los Estados Unidos que se han visto afectadas por la extracción de gas natural "no convencional" o "de esquisto", concretamente mediante un método de extracción denominado "fracturación hidráulica" (del inglés, hidraulic fracturing o gas fracking).

## Sinopsis
En mayo de 2008, Josh Fox recibe una carta de una compañía de gas natural ofreciéndole 100 000 dólares a cambio de su permiso para explotar su terreno familiar en Milanville, Pensilvania, para la extracción de gas natural.
Tras la recepción de dicha oferta, Josh Fox estuvo consultando información sobre la extracción de gas natural en las formaciones geológicas de esquisto que se encuentran bajo vastas regiones de los estados de Pensilvania, Nueva York, Ohio y Virginia Occidental. Fox visitó Dimock, en el condado de Susquehanna, Pensilvania, donde ya se estaba realizando la extracción de gas natural mediante fracturación hidráulica. Allí conoció a familias que podían prender fuego al agua del grifo de sus casas, a la vez que padecían diversos problemas de salud (neuralgia, mareos, falta de apetito), que achacaban a que sus pozos de agua habían sido contaminados por los procedimientos de extracción del gas.

## Secuela
Una secuela de Gasland, titulada Gasland II, en el que Fox repasa los acontecimientos sucedidos en torno al fracking desde su primer documental, se estrenó en el Festival de Cine de Tribeca, en Nueva York el 23 de abril de 2013.